# Миронов, Валерий Андреевич
Валерий Андреевич Миро́нов (род. 1 августа 1939 года, Ленинград, РСФСР, СССР) — советский и российский кинооператор. Заслуженный деятель искусств Российской Федерации (1997). Лауреат Государственной премии РСФСР имени Н. К. Крупской (1981).

## Биография
Родился 1 августа 1939 года в Ленинграде. В 1964 году окончил ЛИТМО по специальности «Оптико-физические приборы», в 1971 году — операторский факультет ВГИКа (мастерская Л. В. Косматова). С 1969 года работает на «Ленфильме», с 1973 года — оператор-постановщик.

## Награды и премии
- Заслуженный деятель искусств Российской Федерации (30 мая 1997 года) — за заслуги в области искусства[1].
- Государственная премия РСФСР имени Н. К. Крупской (1981) — за съёмки художественного фильма фильма «В моей смерти прошу винить Клаву К.» (1979).

## Фильмография
- 1973 — Практикант (короткометражный)
- 1975 — Лавина
- 1977 — Знак вечности
- 1978 — След росомахи
- 1979 — В моей смерти прошу винить Клаву К.
- 1980 — Поздние свидания
- 1982 — Солнечный ветер; Людмила
- 1983 — Средь бела дня...
- 1986 — Фуэте
- 1987 — Остров погибших кораблей
- 1987 — Взломщик
- 1989 — Кончина; Бумажные глаза Пришвина
- 1990 — Переход товарища Чкалова через Северный полюс (короткометражный); Воспоминания без даты
- 1991 — Полтергейст-90
- 1991 — Без правосудия
- 1993 — Счастливый неудачник
- 1993 — Лабиринт любви
- 1994 — Последнее дело Варёного
- 1998 — Тоталитарный роман
- 2001 — Улицы разбитых фонарей—4
- 2001—2004 — Чёрный ворон
- 2003 — Фредерик, или Бульвар преступлений (фильм-спектакль)
- 2004 — Царь Максимилиан (фильм-спектакль); Театральный роман длиною в жизнь (документальный);	Сказ о царе Петре и сыне его царевиче Алексее (фильм-спектакль); Игроки (фильм-спектакль); Доктор философии (фильм-спектакль)
- 2005 — Ревизор (фильм-спектакль)

## Критика
Его камера охотно откликается на самые разнообразные режиссерские предложения. Имея дело с незнакомыми фактурами, оператор Валерий Миронов — в зависимости от режиссерских обстоятельств — может предпочесть осмотрительность и умеренность, а может позволить себе радикальный жест.— А. Голутва, Л. Аркус, Новейшая история отечественного кино